# Dagmar Pošvářová
Dagmar Bedrošová, coniugata Pošvářová (Brno, 28 febbraio 1957), è un'ex cestista cecoslovacca.

## Carriera
Con la Cecoslovacchia ha disputato i Campionati europei del 1978, vincendo la medaglia di bronzo.